# Otto Jensen (teolog)
 For alternative betydninger, se Otto Jensen. (Se også artikler, som begynder med Otto Jensen)
Otto Jensen (født 11. september 1856 på Kongsberg, død 26. februar 1918 på Hamar) var en norsk gejstlig, far til Eivind Berggrav.
Jensen blev student 1874, cand. theol. 1879. Han studerede 1881—82 i Tyskland og blev 1883 adjunkt i Stavanger. Fra lærergerningen gik han 1889 over i gejstlig virksomhed som residerende kapellan i Berg, Smålenene. I samme egenskab forflyttedes han 1899 til Petri Menighed i Stavanger, 1905 blev han sognepræst i Skjeberg. Som frugt af sine fortsatte teologiske studier holdt han 1896 en række forelæsninger over dogmatik ved universitetet og deltog i de teologiske eksamener. I 1898 kreeredes han til dr.theol. med en afhandling Om Soning og Forsoning og udgav senere en del teologiske afhandlinger, der viste, at han stod et moderne standpunkt i teologien nær. Herved var opmærksomheden blevet henledt på ham, da det gjaldt inden for regeringen at løse en ved universitetet opstået kirkelig dogmatisk kontrovers. der blandt andet fik udslag i en bitter strid om besættelsen af et par ledige teologiske professorembeder. Således kom han den 27. januar 1906 til at afløse den strengt ortodokse Christopher Knudsen som Ministeriet Michelsens kirkestatsråd. Som sådan tog han afsked samtidig med Christian Michelsen 28. oktober 1907 og blev udnævnt til sit tidligere embede som sognepræst til Skjeberg. Denne stilling indehavde han, indtil han 1913 blev stiftsprovst i Kristiania. I 1916 fik han de fleste stemmer ved bispevalget for Bjørgvin Bispedømme, men afslog trods Kirkedepartementets indtrængende henstilling at lade sig udnævne til dette embede. Det følgende år modtog han kaldelsen til Hamar bispestol, men kom blot få måneder til at virke i sin nye stilling.